# Thiaridae
Famille
Les Thiaridae forment une famille de mollusques gastéropodes.

## Liste des genres
Selon World Register of Marine Species (22 octobre 2014) :
- genre Balanocochlis P. Fischer, 1885
- genre Culenmelania Qian, Yang & He, 2012
- genre Hemisinus Swainson, 1840
- genre Melanoides Olivier, 1804
- genre Pachymelania E. A. Smith, 1893
- genre Plotiopsis Brot, 1874
- genre Ripalania Iredale, 1943
- genre Sermyla H. Adams & A. Adams, 1854
- genre Sermylasma Iredale, 1943
- genre Stenomelania Fischer, 1885
- genre Tarebia H. Adams & A. Adams, 1854
- genre Thiara Röding, 1798

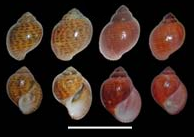
Hemisinus brevis
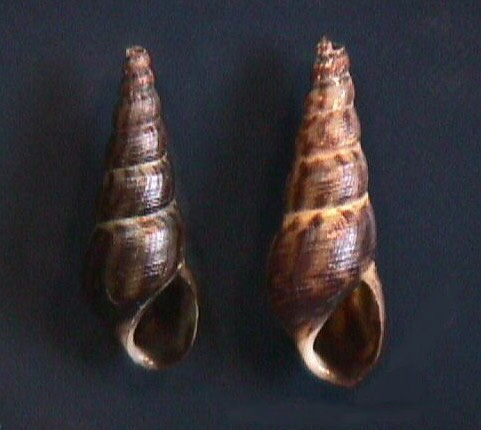
Melanoides tuberculata
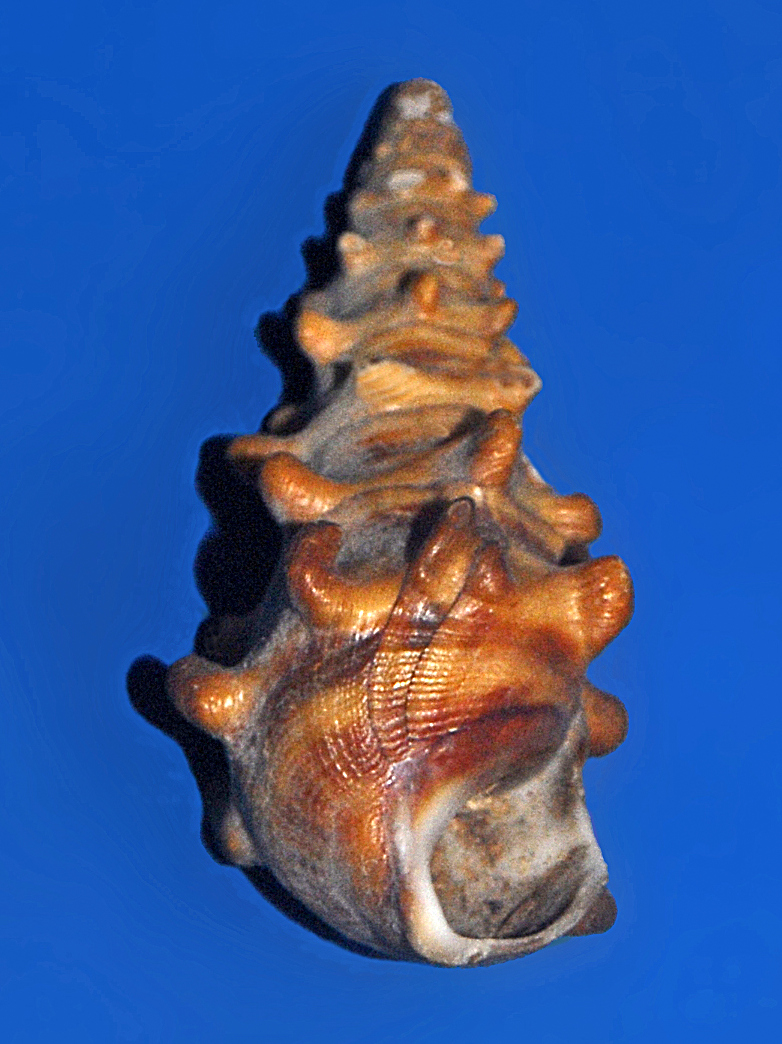
Pachymelania aurita
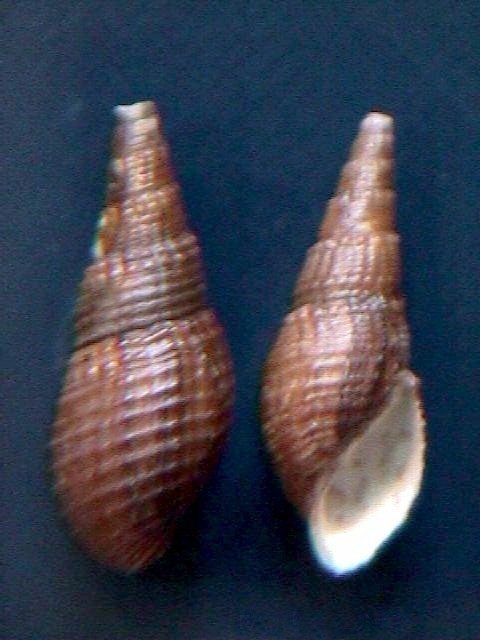
Tarebia granifera
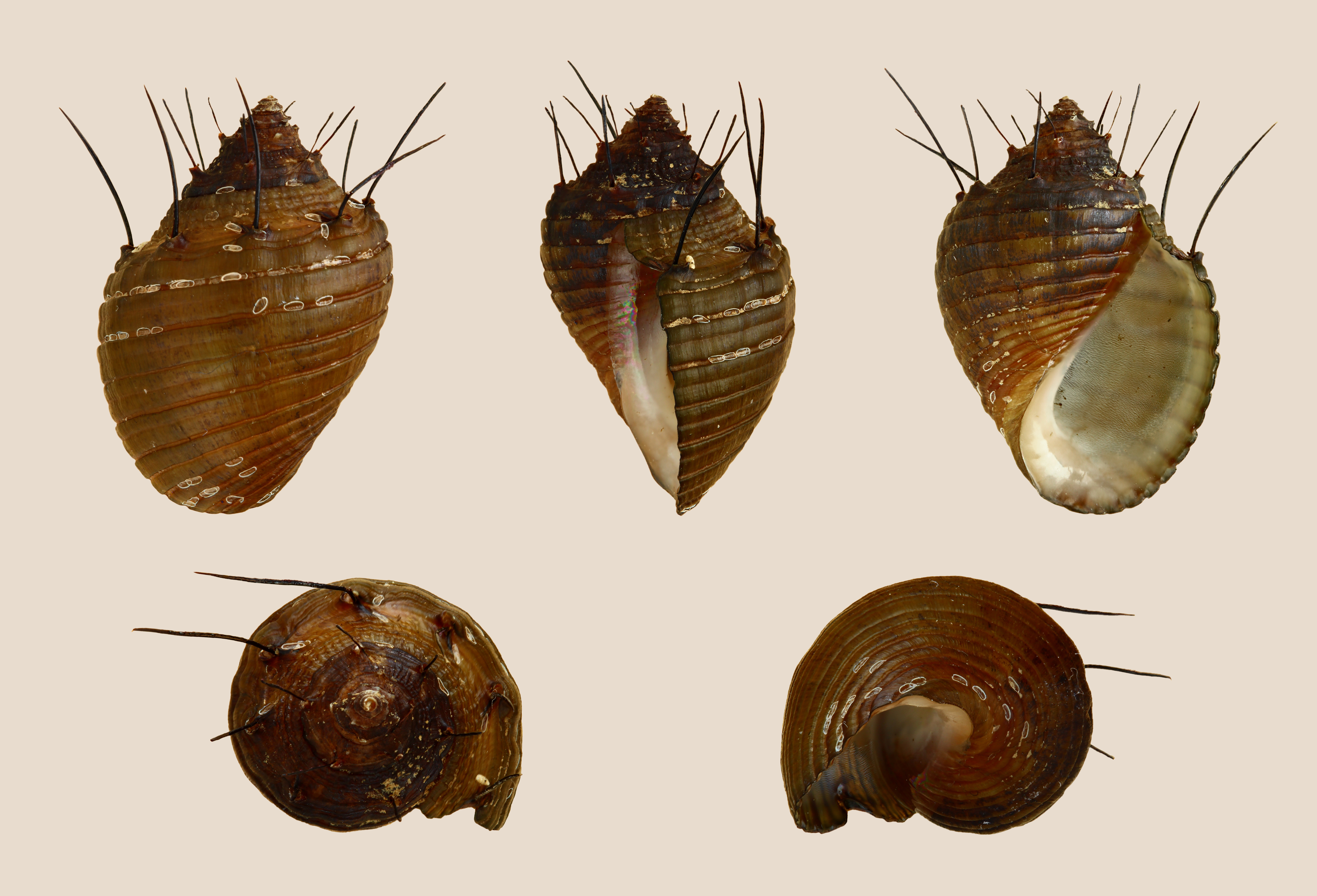
Thiara cancellata